# Комплутенські аннали
Комплутенські аннали (лат. Annales Complutenses) — історичні нариси латиною, що були створені не раніше середини XII століття в місті Алькала-де-Енарес. Події, змальовані в анналах охоплюють період до 1126 року. Містять відомості з історії Реконкісти в Іспанії. Опублікована 1767 року у 23 томі «Святої Іспанії».

## Видання
- Annales Complutenses // España sagrada. Madrid, 1767. Tomo 23.